# بيترزبيرغ (زيبنغبيرغه)

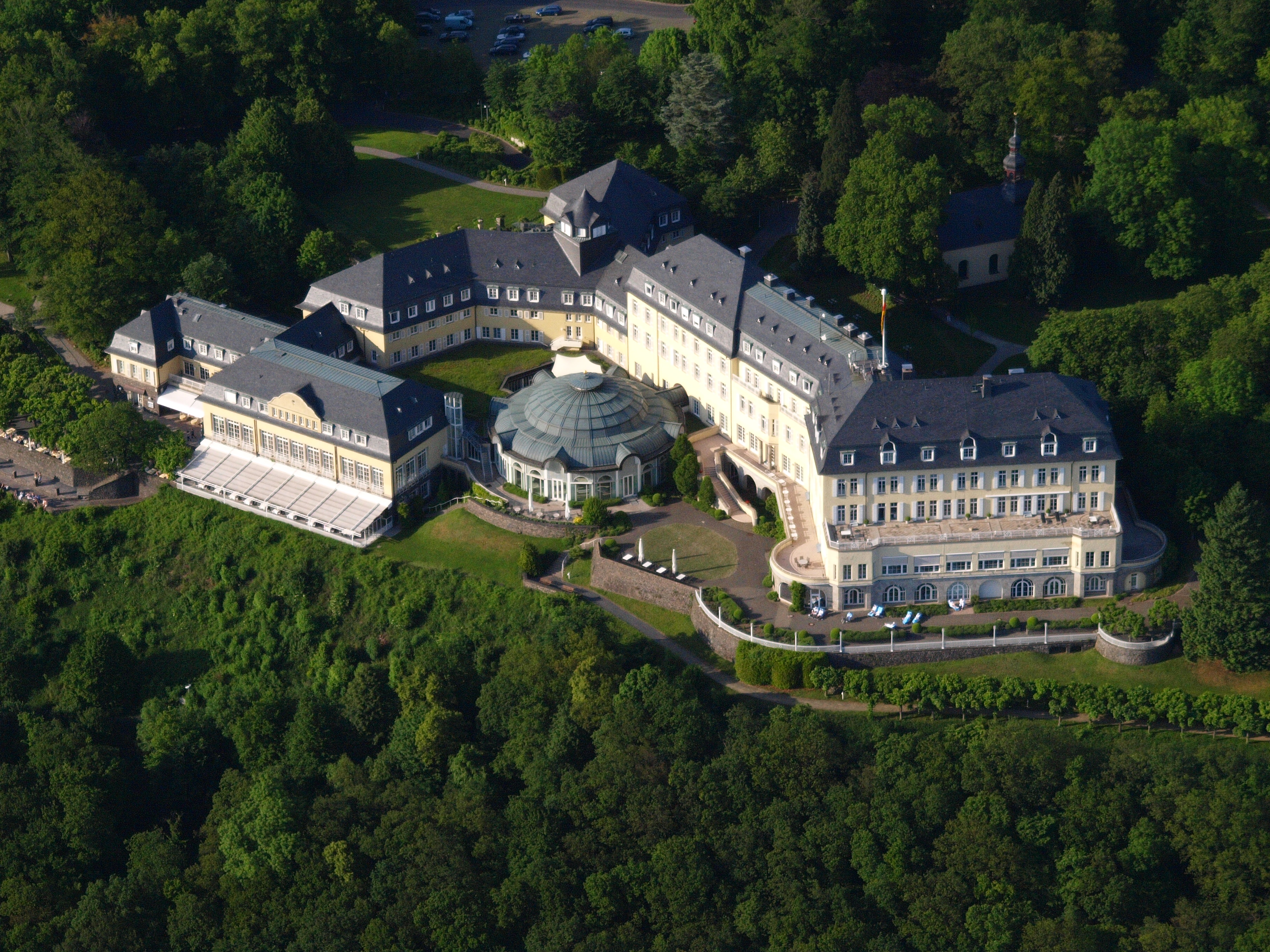
جبل بيترزبيرغ منظر من ناحية الجنوب

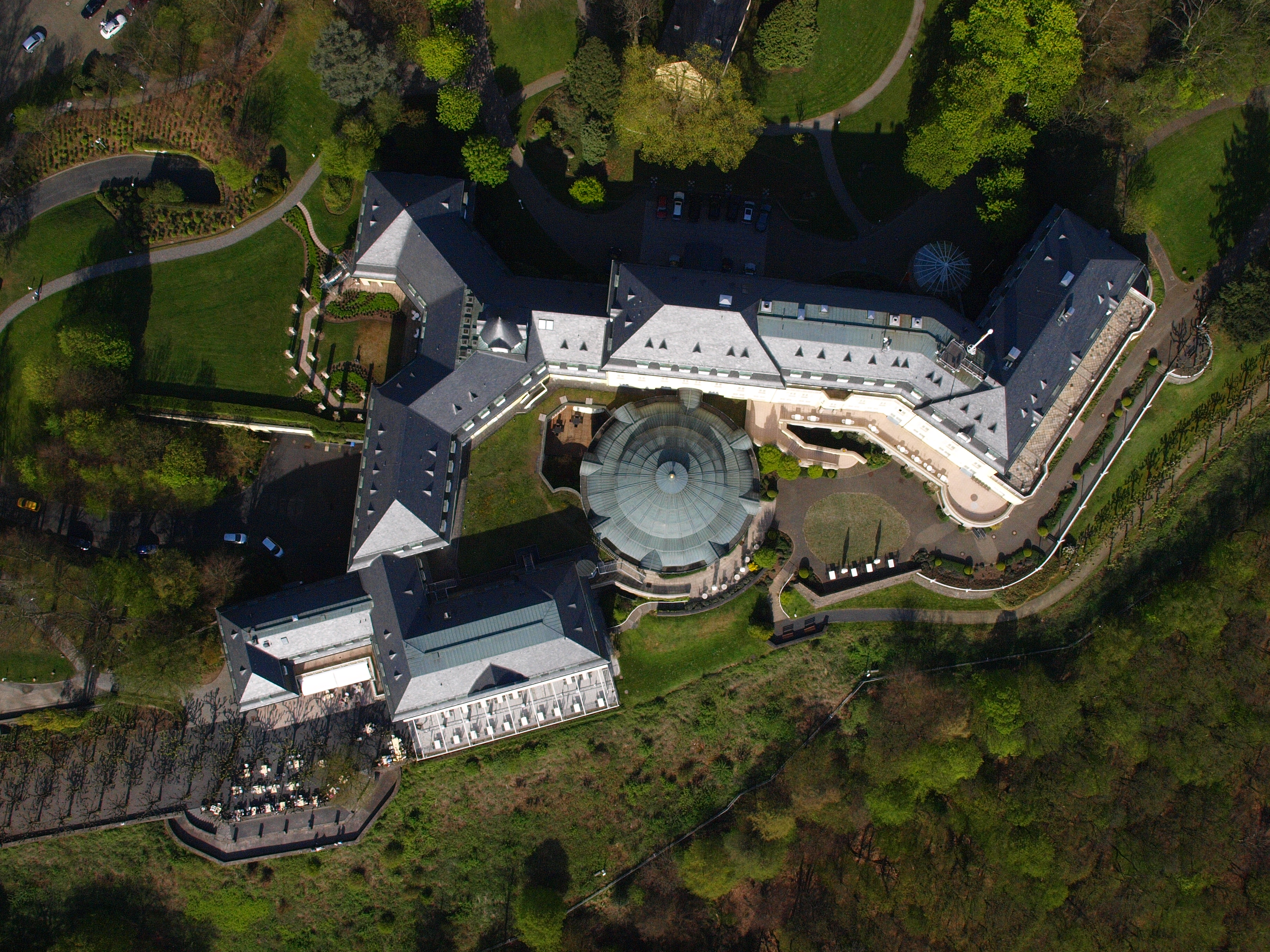
بيترزبيرغ، لقطة رأسية

بِيتَرزْبِيرغ (بالألمانية: Petersberg) هو جبل في ألمانيا ويعتبر إحدى قمم سلسلة الجبال السبعة (بالألماني: زيبِنغبيرغه (Siebengebirge)، ولذلك تُطلق عليه التسمية بِيترزبيرغ-زيبِنغبيرغه نظراً لوجود أكثر من جبل وبلدة في ألمانيا تحمل نفس الإسم بيترزبيرغ. كان يسمى في السابق شترومبيرغ (Stromberg). يرتفع عن سطح البحر بـ 335.9 متر، ويقع ضمن دائرة راين-زيغ Rhein-Sieg-Kreis في ولاية شمال الراين-ويستفاليا. يطل من الجانب الشرقي لنهر الراين على مدينة كونيغسفينتر ويمتد جسم الجبل إلى داخلها، وفي الضفة الأخرى من نهر الراين تقابلها ضاحية باد غودزبيرغ جنوب مدينة بون.
وقد اكتسب الجبل شهرة كبيرة في تاريخ ألمانيا الحديث لوجود قصر (حالياً فندق فخم) فيها، يسمى قصر بيترزبيرغ وقصر شتروبيرغ، تم افتتاحه لأول مرة عام 1892 بني على سفح الجبل وتمتلكه الحكومة الألمانية، واتخذته دول الحلفاء المنتصرة على ألمانيا في الحرب العالمية الثانية مقراً للمفوضية العليا للحلفاء خلال الفترة 1949 حتى 1952 ثم اتخذته الحكومة الألمانية من عام 1955 حتى 1969 كمقر ضيافة لكبار ضيوف الدولة، عندما كانت بون عاصمة ألمانيا الاتحادية من بعد الحرب العالمية الثانية، ثم تم ترميم الفندق وإجراء تعديلات معمارية شاملة عليه وأعيد استخدامه كمقر ضيافة بعد توحيد ألمانيا عام 1990 حتى انتقلت الحكومة الاتحادية إلى برلينعام 1999، ومن بعدها أصبح الفندق مقراً للمؤتمرات الوطنية والدولية ذات الطابع الهام، ومنها مؤتمر بيترزبيرغ للمناخ Petersberg Climate Dialogue الذي عقد في 2010، واتفاق بيترزبرغ عام 1949. ومؤتمر أفغانستان الذي أطلق عليه مؤتمر بون الثاني عام 2011 وكذلك توقيع اتفاقية افغانسان بين الفصائل الأفغانية في مؤتمر بون الأول عام 2001. منذ عام 2005 تحول القصر إلى فندق وبات اسمه شتايغن بيرغر غراند هوتيل، إلا أنّ الإسم المتداول بقي قصر بيترزبيرغ.